# Храм Рождества Христова в Черкизове
Храм Рождества Христова в Черкизове — православный храм, принадлежащий к Знаменскому благочинию Московской городской епархии Русской Православной Церкви.
Находится по почтовому адресу: Ленинградское шоссе, дом № 354, Москва. Храм построен в 1779—1789 годах в селе Черкизове в архитектурном стиле, характерном для переходного периода от позднего барокко к классицизму. Церковь имеет статус памятника архитектуры регионального значения.

## История
Первое упоминание о деревянной церкви Рождества Христова в селе Черкизово относится к 1584—1586 годам. В 1778 году было подано прошение о строительстве нового каменного храма. В 1779 году началось строительство храма и 3 ноября 1789 года он был освящён. Архитектор церкви доподлинно неизвестен (предположительно, это был один из представителей казаковской школы). В 1812 году церковь была разграблена французами и их союзниками, однако святыни были спрятаны местным священником и не пострадали.

23 верста, от Москвы, «село графа С. С. Уварова с красивой каменной церковью и опрятными домиками, показывающими довольствие и порядок. К селу принадлежит до 600 душ крестьян».— «Путеводителе от Москвы до С.-Петербурга и обратно», 1847 года.
В 1855 году в связи с ростом числа прихожан настоятель церкви обратился к митрополиту Филарету с прошением расширить церковь двумя приделами. Через два года был утверждён план расширения церкви и начались строительные работы. 10 июня 1860 года был освящён Казанский придел. Дата освящения придела Святителя Николая неизвестна. В 1901 году по просьбе причта был составлен план пристройки к трапезной помещения для ризницы.
После Октябрьской революции (переворота) храм некоторое время являлся действующим. 
20 марта 1938 года последний настоятель храма протоиерей Михаил Петрович Голубев был арестован НКВД. Его обвинили в том, что он, «будучи враждебно настроен к советской власти и Коммунистической партии, систематически среди населения проводит контреволюционную агитацию и высказывает тер[рористические]настроения против руководителей Коммунистической партии». Голубеву в частности вменялась критика советской власти в связи с плачевным состоянием храма, в котором он служил.
Наш храм совершенно приходит в негодность, а нам советская власть не поможет в ремонте, хотя каждая власть создается Богом, и мы должны ей повиноваться, но все же коммунисты прохвосты, в этом они грабят Божий храм и совершенно православных приводят к гонению.Цитировал Голубева в своих показаниях свидетель И.Н. Лощинин. Обвинительное заключение. ГА РФ. Ф. 10035. Оп. 1. Д. П-78017. Л. 26.
2 июня 1938 года тройка при УНКВД по Московской области приговорила Голубева к расстрелу и конфискации личного имущества. Приговор был приведен в исполнение 27 июня 1938 года. Михаил Петрович Голубев был расстрелян на Бутовском полигоне в Москве. Реабилитирован 24 июля 1989 года по решению прокуратуры Московской области.
8 июня 1940 года Мособлисполком подписал ходатайство о закрытии церкви. Там разместилась мельница, позднее — склад, клуб и магазин мебели. В начале 1990-х годов начались работы по восстановлению храма. Первая служба прошла там в 1993 году.

## Духовенство
- Настоятель храма — иерей Максим Абд
- Протоиерей Дмитрий Бондаренко
- Диакон Владимир Кузнецов[5]